# 徳川頼倫
德川 賴倫（とくがわ よりみち、1872年7月28日〈明治5年6月23日〉 - 1925年〈大正14年〉5月19日）は、日本の政治家、実業家。紀州徳川家第15代当主。位階は正二位。勲等は勲一等。爵位は侯爵。諱は「らいりん」と音読みすることもある。新字体での表記は徳川 頼倫。
貴族院議員、貴族院仮議長（2回）、宗秩寮総裁、南葵文庫総裁、南葵育英会総裁、日本図書館協会総裁、史蹟名勝天然紀念物保存協会会長、十五銀行取締役、日本赤十字社常議員、華族会館評議員、帝国海事協会評議員などを歴任した。

## 生涯
明治5年（1872年）6月23日、田安徳川家第8代当主・徳川慶頼の六男として東京府下本所横網町（現在の東京都墨田区横網一丁目）の田安邸で生まれる。生母は沢井八重子。幼名は藤之助。
明治13年（1880年）2月2日、紀州徳川家第14代当主・徳川茂承の養子になり頼倫と改名した。明治18年（1885年）に学習院に入学したが、成績不振により学習院中等学科を中退し、山井幹六の養成塾に入った。また、三宅米吉や津田梅子、英国人のアーサー・ロイド（慶應義塾教授）、米国人のウィリアム・リスカム（慶應義塾教授）らに師事して漢学と英語を修めている。鎌田栄吉によると、養子となった頼倫の不成績を快く思わない旧紀州藩士が多く、頼倫自身も陰気になっていたという。明治23年（1890年）9月14日に養父の長女である久子と婚姻する。
明治29年（1896年）、イギリスのケンブリッジ大学に留学して政治学を専攻。留学中には南方熊楠の案内で大英博物館を見学したり、熊楠を介して孫文と出会ったりしている。明治31年（1898年）に2年間の留学と欧州視察を終えて帰国。
明治35年（1902年）4月に東京市麻布区飯倉町六丁目14番地（現在の東京都港区麻布台一丁目）の邸内に南葵文庫を設立。古書の散逸を防いだ。
明治39年（1906年）8月21日に家督を相続し、9月7日に襲爵、貴族院議員となる。明治44年（1911年）に数十万円の基金を拠出して南葵育英会を設立し、和歌山県出身の就学困難者に奨学金の貸与や学生寮の提供などを行う一方、南葵育英会の賛助者を募るため、和歌山県をはじめとして全国各地の行脚を試みた。
大正2年（1913年）6月15日、市島謙吉や和田万吉の要請で日本図書館協会総裁に就任する。大正10年（1921年）に内閣総理大臣・高橋是清が内閣改造を模索していた頃、頼倫は研究会と立憲政友会の仲介人として注目され、実現のために坐漁荘の元老・西園寺公望を訪ねたが、政友会内部の対立により内閣改造は沙汰止みとなった。大正11年（1922年）6月3日、宗秩寮総裁に就任し、在任中は宮中某重大事件直後に起こった朝融王の婚約破棄事件の処理に尽力した。
大正13年（1924年）8月に狭心症の発作で失神したこともあり、大正14年（1925年）1月18日から和歌山県の和歌浦や湯崎温泉で療養を行った。同年3月31日に帰京し、快癒後は毎日宮内省に出勤するようになり、5月18日も徳川家理事会を欠席して出勤した。同日19時に東京駅で李鍝を見送り、22時に豊多摩郡代々幡町代々木上原1177番地（現在の渋谷区上原）の本邸に帰宅した。その直後、顔面蒼白となり苦痛を訴えたため医師が応急処置を施したが、翌5月19日午前0時10分に死去した。52歳没。死因は心臓麻痺。同日付で勲一等瑞宝章を受章し、特旨により正二位に叙された。遺体は特別列車で菩提寺の長保寺へ移送され、同年6月3日に埋棺式が行われた。戒名は樹徳院殿□城高節大居士。家督は長男の頼貞が継いだ。

## 人物
- 乗馬や剣道、柔道に通じる一方で、書籍を愛して南葵文庫を設立し、欧州視察で感銘を受けた公共図書館思想の普及に日本図書館協会総裁として尽力するなどした。
- 尊皇の念が強く、渋沢栄一の推挙で聖徳太子奉賛会会長を務めるなど聖徳太子の顕彰事業にも参加している。
- 留学中に見聞した欧州貴族の文化活動に感銘を受けたことにより、帰国後は華族として日本の文化活動を積極的に推進し、東京地学協会会長、海軍協会会長、日本弘道会副会長、明治神宮奉賛会幹事などを務めている。
- 明治39年（1906年）に養父・茂承の百箇日迫善として慶應義塾図書館へ1万円を寄付するなど学校の発展にも努めた。
- 兄の徳川達孝や田中芳男、三宅秀ら有志とともに民間での文化財保護運動を推進し、明治44年（1911年）12月には自ら中心となって史蹟名勝天然紀念物保存協会を設立して会長に就任。大正8年（1919年）の史蹟名勝天然紀念物保存法の制定に貢献した。また、平城宮跡の保存運動を推進した奈良大極殿址保存会の会長にも就任している。
- 留学中に親交を深めた南方熊楠が南方植物研究所の設立資金を集めるために上京してきた大正11年（1922年）には、原敬や大隈重信、幸田露伴らとともに設立発起人に名を連ねて1万円を提供している。また、大正3年（1914年）と大正10年（1921年）には和歌山県西牟婁郡田辺町（現在の和歌山県田辺市）の熊楠邸を訪問している[7]。

## 栄典
- 1887年（明治20年）12月24日 - 正五位[8]
- 1898年（明治31年）6月20日 - 従四位[9]
- 1903年（明治36年）6月30日 - 正四位
- 1907年（明治40年）
  - 4月9日 - 木杯一組[10]
  - 6月20日 - 勲一等太極章（高宗より受領）
  - 7月1日 - 勲一等太極章の佩用許可[11]
- 1909年（明治42年）
  - 4月13日 - 木杯一組[12]
  - 7月10日 - 従三位[13]
  - 9月1日 - 木杯一組[14]
- 1910年（明治43年）3月25日 - 木杯一組[15]
- 1912年（明治45年／大正元年）
  - 7月15日 - 銀杯一個[16]
  - 8月1日 - 韓国併合記念章[17]
  - 11月4日 - 木杯一組[18]
- 1913年（大正2年）3月12日 - 木杯一組[19]
- 1915年（大正4年）
  - 3月18日 - 木杯一組[20]
  - 10月19日 - 銀杯一個[21]
  - 11月10日 - 大礼記念章（大正）[22]
- 1916年（大正5年）
  - 4月1日 - 勲四等瑞宝章[23]
  - 7月20日 - 正三位[24]
  - 12月12日 - 銀杯一組[25]
- 1919年（大正8年）2月11日 - 旭日小綬章[26]
- 1920年（大正9年）
  - 1月28日 - 銀杯一組[27]
  - 11月1日 - 銀杯一組[28]
- 1921年（大正10年）
  - 7月1日 - 第一回国勢調査記念章[29]
  - 10月12日 - 紺綬褒章[30]
- 1922年（大正11年）7月26日 - 勲三等瑞宝章[31]
- 1923年（大正12年）7月24日 - 勲二等瑞宝章[32]
- 1924年（大正13年）8月1日 - 従二位[33]
- 1925年（大正14年）5月19日 - 勲一等瑞宝章[34]

## 系譜
- 父：徳川慶頼（田安徳川家第8代当主）
  - 兄：徳川寿千代（田安徳川家第6代当主）
  - 兄：徳川家達（徳川宗家第16代当主、貴族院議長）
  - 兄：徳川達孝（田安徳川家第9代当主）
- 母：沢井八重子
  - 姉：鎮姫（酒井忠篤正室）
- 養父：徳川茂承（紀州藩第14代藩主）
- 夫人：徳川久子（徳川茂承の長女）
  - 長男：徳川頼貞（紀州徳川家第16代当主）
  - 次男：徳川宣方（早世）[2]
  - 三男：徳川治（早世）